# Nienburg/Weser
Orașul Nienburg/Weser este capitala (Kreisstadt) districtului rural (Landkreis) cu același nume din landul Saxonia Inferioară (Niedersachsen), Germania. Orașul este situat pe râul Weser, de unde îi provine adausul din nume.